# Walter Poethke
Walter Poethke (* 30. Mai 1900 in Leipzig; † 30. Januar 1990 in Jena) war ein deutscher Apotheker, pharmazeutischer Chemiker und Hochschullehrer.

## Leben und Wirken
Nach dem Schulbesuch studierte er, wurde zum Dr. phil. promoviert und habilitierte sich. 1938 wurde er Dozent an der Universität Leipzig, 1949 erhielt er eine Professur mit Lehrauftrag und 1950 mit vollem Lehrauftrag an der Universität Jena. Er wurde Direktor des Instituts für Pharmazie und Lebensmittelchemie und erhielt einen eigenen Lehrstuhl. Er war unter anderem Mitglied der Deutschen Akademie der Wissenschaften.
Walter Poethke war verheiratet mit der österreichischen Pianistin Ingeborg Maria Poethke. Der einzige Sohn des Paares, Günter Poethke, wurde ein bedeutender Papyrologe.

## Schriften (Auswahl)
- Grundlagen des chemischen Rechnens. Dresden, Leipzig 1944.
- Über die maßanalytische Bestimmung des Phenols. In: Die Pharmazie 3 (1948) H. 1, S. 69.
- (mit Hellmut Reuther): Grundlagen des chemischen Rechnens. 2. Auflage, Dresden, Leipzig 1956.
- Praktikum der Gewichtsanalyse. Dresden 1967.
- Praktikum der Massanalyse. Dresden 1973.
- (mit Werner Kupferschmid): Praktikum der Massanalyse. 3., überarb. Auflage, Dresden 1987.